# Clark Ádám (hajó)
A Clark Ádám úszódaru főképp hidak építésénél használt önjáró úszódaru, amelyet 1980-ban épített a Ganz-MÁVAG Magyar Hajó- és Darugyár Angyalföldi Gyáregysége. Eredetileg az Árpád híd bővítéséhez tervezték. Teherbírása 2006 óta 200 tonna. Gyártásakor elsősorban kikötők, gátak építésére, legfőképpen pedig nagy méretű hídszerkezetek szerelésére szánták. Mentéshez is használják, többek között vasércszállító hajót is emelt már ki. 2019 júniusában a Budapesten elsüllyedt Hableány felszínre hozásához rendelték ki. Bár 2011-ben és egyes források még 2019-ben is Közép-Európa legnagyobb úszódarujaként tartották számon, de például a lengyel flottában a Maja (már 2010 előtt) és a Conrad Consul (2016 decembere óta) is nagyobb emelőkapacitású.

## Jellemzői

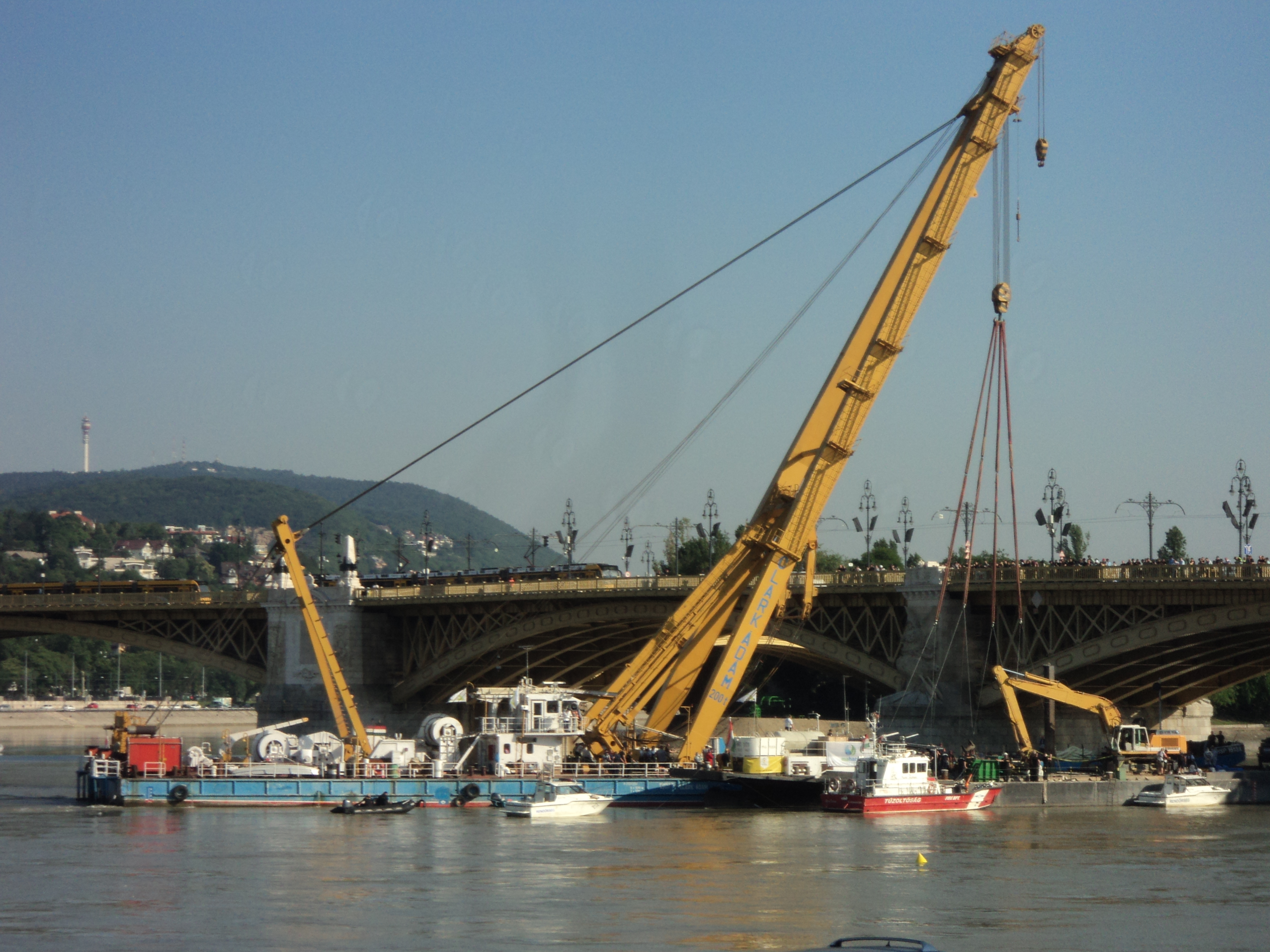
A Clark Ádám úszódaru 2019. június 11-én a Hableány kiemelése közben

A hídépítésre tervezett úszódarut két 520 lóerős dízelmotor hajtja, üzemanyagtartálya 60 000 literes, ami 200 óra menetidőre elegendő. A két Scania DS 14 motort gumibakokra szerelték, emiatt csendesnek mondhatóak. A két motorhoz két kormány tartozik, de általában csak az egyiket használja a kapitány, a másodikra megálláshoz, illetve zátonyon való fennakadásnál van szükség. Maximális sebessége 16–17 km/h. Műszaki felülvizsgálatát Ausztriában végzik szárazdokkban, tízévente.
A terhek emeléséhez szükséges ellensúlyt a hajótest végében lévő ballaszttartályok megtöltésével lehet biztosítani. A széleken két 60 köbméteres, középen egy 80 köbméteres víztartály van. A ballasztvíz bemozgását megakadályozandó emeléshez teljesen fel kell tölteni a kijelölt tartályt.

## Története
A kivitelező az Árpád híd szélesítéséhez és kapacitásbővítéséhez rendelt 120 tonna emelőkapacitású úszódarut már 1978-ban kiindulási feltételként írta elő beruházási programjában. A Hídépítő Vállalat 1979 márciusában meg is rendelte a Magyar Hajó és Darugyártól. Kifejlesztője Szabó Endre gépészmérnök, tervezője pedig Mikó György hajóépítő szakmérnök – aki 1982-ben formatervezési nívódíjat is kapott ezért – volt. Elkészítését az 1980-ra rendelkezésre álló gyártó üzemek, illetőleg előszerelő telepek emelőkapacitása tette lehetővé.
A hajó építését az tette szükségessé, hogy az akkor rendelkezésre álló két 100-100 tonnás úszódaru, a József Attila és az Ady Endre, alkalmatlan volt az Árpád hídi munkákhoz, felújításuk összesen 50 millió forintba került volna. A Clark Ádámot a Fővárosi Tanács rendelte meg és fizette ki, majd a végfelhasználó Hídépítő Vállalatnak adományozta, mert a cégnek nem állt rendelkezésre a szükséges fejlesztési alap. A hajó közel 100 millió forintos költségből készült el. A hajótestet 1980. október 21-én bocsátották vízre.
A Clark Ádám úszódaru az Árpád híd szélesítéséhez tervezett modell második példánya. A Magyar Hajó- és Darugyárban készülő, még befejezetlen első példányt 1980 februárjában (Latakia kikötőjének fejlesztésére) szíriai megrendelésre készítették el, azzal a feltétellel, hogy fél éven belül átadásra kerül, így azt nyáron át is adták. Ennek úgy tettek eleget, hogy a félkész járműről eltávolították a Clark Ádám nevet, e miatt azonban az októberben vízre bocsátott darunak még rövidebb idő alatt kellett elkészülnie. Testvérhajóitól e példány abban különbözött, hogy gémje másfél óra alatt lefektethető az úszóműjére, így közlekedhet a hidak alatt – a szír megrendelésre gyártatott párjától ezt nem várták el, míg a szintén ekkor Brazíliába készítettnél az volt fontos, hogy gyors hajózású legyen. A gémet úgy tervezték, hogy teherbírása 120 tonna, ha az tíz méterre nyúlik ki, és 100 tonna 20 méteres állással. Emelési magassága 46,5 méter volt. A Dunán ekkor ez volt a legnagyobb úszódaru.
Az Árpád híd bővítését követően számos magyarországi és külföldi híd építésénél alkalmazták, többek között a Pentele híd vagy a Megyeri híd építésénél. Összecsukhatóságának ez utóbbinál, 2008-ban és a Hableány mentési munkálataiban, 2019-ben is nagy hasznát vette. Emellett használják például szárnyashajók beemelésére is.
1995-ben a Ganz Danubius Vitla Kft. nyerte el úszódaru javítási tenderét, és alakította át 150 tonna teherbírásúra. A felújított daru 1996 novemberében amellett, hogy 350 tonnányi szerkezetet szállított Komáromba, 150 tonnát csúcsmagasságra, azaz 44 méter magasságba emelt. 2006-ban, még a Megyeri híd építése előtt 200 tonna teherbírásúra építették át ugyanott.

## A daru válogatott közreműködései
- Árpád híd építése (1981–1983)
- Az Árpád hídról a Dunába zuhant tehergépkocsi kiemelése (1982. február 4.)[22]
- Két 82 méter hosszú, 1 méter átmérőjű cső lefektetése a Mosoni-Duna medrébe (1987. július 9.)[23]
- A VITUKI elsüllyedt Károlyi Zoltán nevű mérőhajójának kiemelése a Dunából Ásványráró térségében (1987. július 15.)[24]
- Az M0-s autóúton a Deák Ferenc híd építése (1988–1989)[25]
- A Lágymányosi híd (ma Rákóczi híd) építése (1993–1995)[26]
- Az elsüllyedt Vakulencsuk matróz ukrán pakuraszállító uszály kiemelése az Újpesti-öbölből (1998)[27]
- Egy új szállítóbárka vízre emelése Dunaújvárosban (1998)[28]
- A bajai Türr István híd felújítása (1998–1999)[29]
- Mária Valéria híd építése (2001)[30]
- A szekszárdi Szent László híd építése (2002)[31]
- David Merlini beleeresztése a Dunába a víz alatti szabadulásakor (2004)[forrás?]
- Pentele híd építése (2005–2006)[32]
- Megyeri híd építése (2006–2008)[33]
- Újpesti vasúti híd felújítása (2008)[34]
- A léket kapott Csillag sétahajó kiemelése a Dunából a Vigadó térnél (2010)[35]
- A Margit híd felújítása során a Dunából előkerült uszálymaradványok és hídelem kiemelése (2011)[36]
- A Monostori híd építése (2017–2019)[37]
- Az elsüllyedt Hableány kiemelése (2019)
- A budapesti Összekötő vasúti híd bővítése (2020–2022)[38]
- Tomori Pál híd építése (2022–?)[39]